# U.S. Route 1/9 Truck
La U.S. Route 1/9 Truck es una carretera federal localizada en el norte de Nueva Jersey con una longitud de 4,11 mi (6,61 km) desde el occidente de Newark hasta el Tonnelle Circle en Jersey City. Es la carretera alterna de la U.S. Route 1/9 que los camiones deben de usar porque se les prohíbe usar el Pulaski Skyway, que transporta la ruta principal de la U.S. Route 1/9. También funciona para el tráfico del New Jersey Turnpike, Ruta 440 y la Ruta 7. La ruta es entre cuatro a seis carriles en casi su totalidad, en algunas secciones está dividida, que dan a áreas urbanas. Desde su extremo sur a la altura de Kearny, la U.S. Route 1/9 Truck  se convierte en una autovía con acceso a carreteras controladas con interchanges;;.